# Гюндельхарт
Гюндельхарт (нем. Gündelhart) — населённый пункт в Швейцарии, в кантоне Тургау.
Входит в состав округа Фрауэнфельд. Находится в составе коммуны Хомбург. Население составляет 63 человека.